# Frévillers
Frévillers ist eine französische Gemeinde mit 239 Einwohnern (Stand 1. Januar 2022) im Département Pas-de-Calais in der Region Hauts-de-France. Sie gehört zum Arrondissement Arras, zum Kanton Avesnes-le-Comte und zum Kommunalverband Campagnes de l’Artois.

## Lage
Die Gemeinde Frévillers liegt im Artois, 20 Kilometer nordwestlich von Arras. Nachbargemeinden von Frévillers sind Rebreuve-Ranchicourt im Norden, Hermin im Nordosten, Gauchin-Légal im Osten, Béthonsart im Südosten, Villers-Brûlin im Süden, Chelers im Südwesten, Magnicourt-en-Comte im Westen sowie La Comté im Nordwesten.

## Bevölkerungsentwicklung
| Jahr                       | 1962 | 1968 | 1975 | 1982 | 1990 | 1999 | 2006 | 2012 | 2022 |
| -------------------------- | ---- | ---- | ---- | ---- | ---- | ---- | ---- | ---- | ---- |
| Einwohner                  | 238  | 235  | 231  | 226  | 232  | 253  | 243  | 220  | 239  |
| Quellen: Cassini und INSEE |      |      |      |      |      |      |      |      |      |

## Sehenswürdigkeiten

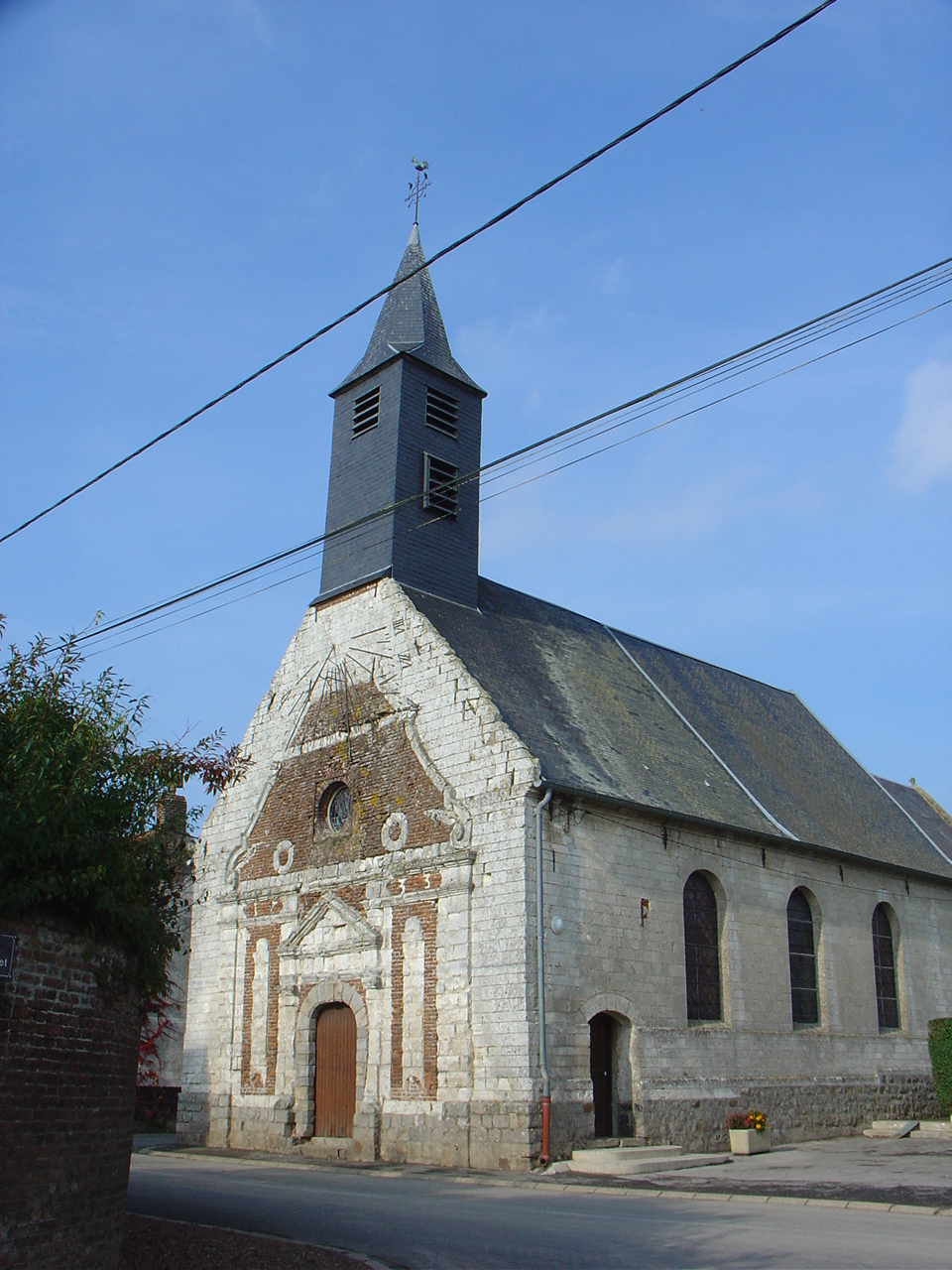
Kirche Sainte-Anne
- Wasserturm

- Kirche Sainte-Anne